# Zakochany kundel (film 2019)
Zakochany kundel (ang. Lady and the Tramp, 2019) – amerykański film familijno-musicalowy w reżyserii Charliego Beana. Jest to aktorski remake filmu animowanego z 1955 roku o tym samym tytule.
Oficjalna premiera filmu odbyła się 12 listopada 2019 w serwisie Disney+.
Film jest dostępny z polskim dubbingiem w serwisie Disney+ od 6 marca 2020.

## Opis fabuły
Film opowiada historię amerykańskiej cocker spaniel z wyższej klasy średniej o imieniu Lady (Tessa Thompson), która spotyka sznaucera z centrum miasta o imieniu Tramp (Justin Theroux), i oboje przeżywają wiele romantycznych przygód.

## Obsada
- Thomas Mann – Jim Dear
- Kiersey Clemons – Darling
- Yvette Nicole Brown – Ciocia Sara
- Adrian Martinez – Elliot
- F. Murray Abraham – Tony
- Arturo Castro – Joe
- Ken Jeong – Doktor
- Kate Kneeland – Właścicielka Kilt
- Darryl W. Handy – Właściciel Wiarusa
- Parvesh Cheena – Właściciel sklepu zoologicznego
- Rose – Lady
- Monte – Tramp

### Role głosowe
- Tessa Thompson – Lady
- Justin Theroux – Tramp
- Sam Elliott – Wiarus
- Ashley Jensen – Kilt
- Janelle Monáe – Peg
- Benedict Wong – Byku
- Clancy Brown – Isaac
- Nate Wonder – Devon
- Roman GianArthur – Rex
- James Bentley – Chance
- Jentel Hawkins – Dame
- Ara Storm O'Keefe – Dodge
- Aemon Wolf O'Keefe – Ollie

## Wersja polska
W wersji polskiej udział wzięli:
- Natalia Piotrowska – Lady
- Bartłomiej Kasprzykowski – Tramp
- Damian Kulec – Jim Darling
- Klaudia Kuchtyk – Pani Darling
- Michał Piela – Eliot
- Sonia Bohosiewicz – Peg
- Hanna Śleszyńska – Kilt
- Anna Ułas – Ciocia Sara
- Marian Dziędziel – Wiarus
- Szymon Kuśmider – Byku
- Wojciech Paszkowski – Tony
- Przemysław Glapiński – Devon
- Michał Juraszek – Rex

W pozostałych rolach:
- Anna Apostolakis – Dama na ławce
- Klaudia Bełcik
- Kamila Brodacka
- Joanna Chułek
- Agnieszka Fajlhauer – Kobieta na baby shower
- Bożena Furczyk
- Magdalena Herman-Urbańska
- Katarzyna Kozak – Suka w schronisku
- Matylda Łonicka – Kuzynka Kilt
- Julia Łukowiak
- Lucyna Malec – Właścicielka Kilt
- Magdalena Osińska
- Lena Schimscheiner – Kobieta w restauracji
- Anna Sztejner
- Anna Szymańczyk
- Klementyna Umer
- Anna Wodzyńska
- Piotr Bajtlik – Terrier w schronisku
- Tomasz Błasiak – Robotnik
- Maksymilian Bogumił
- Wojtek Chorąży – Owczarek w schronisku
- Krzysztof Cybiński – Bileter
- Zbigniew Dziduch – Isaac
- Tomasz Jarosz – Jazzman
- Henryk Kaczanowski – Szczeniak #2
- Filip Karaś
- Klaudiusz Kaufman
- Aleksander Kaźmierczak
- Mikołaj Klimek –
  - Właściciel Wiarusa,
  - Buldog w schronisku
- Tomasz Kozłowicz – Doktor
- Leon Krylik – Szczeniak w schronisku
- Bruno Kula – Szczeniak #1
- Adam Łonicki
- Hubert Paszkiewicz – Pudel
- Sebastian Perdek – Właściciel sklepu zoologicznego
- Grzegorz Pierczyński
- Krzysztof Polkowski
- Szymon Roszak – Joe
- Marcin Stec – Gentleman na ławce
- Paweł Szczesny – Sklepikarz
- Łukasz Węgrzynowski – Właściciel Peg i Byka

Wykonanie piosenek:
- „Cicho tak”: Andrzej Marusiak
- „Kołysanka” (wersja 1): Klaudia Kuchtyk
- „Kołysanka” (wersja 2): Klaudia Kuchtyk
- „Pecha masz”: Przemysław Glapiński, Michał Juraszek
- „Bella Notte”: Wojtek Paszkowski, Szymon Roszak oraz chór
- „To jest Tramp”: Sonia Bohosiewicz oraz chór
- „Cicho tak” (repryza): Klaudia Kuchtyk

Chór w składzie: Marta Florek, Patrycja Kotlarska, Natalia Kujawa, Małgorzata Majerska, Piotr Gogol, Sebastian Machalski, Albert Osik, Krzysztof Pietrzak, Janusz Szrom, Bartosz Wesołowski
Reżyseria: Joanna Węgrzynowska-Cybińska

Dialogi polskie: Piotr Lenarczyk

Kierownictwo muzyczne: Anna Serafińska

Teksty piosenek:
- Michał Wojnarowski („Cicho tak”, „Pecha masz”, „To jest Tramp”),
- Antoni Marianowicz („Bella Notte”),
- Krzysztof Góra („Kołysanka”)

Opracowanie wersji polskiej: SDI Media Polska

Kierownictwo produkcji: Beata Jankowska

Koordynator projektu: Romana Waliczek

Nagranie i montaż dialogów: Damian Zubczyński

Nagranie i montaż piosenek: Piotr Zygo

Zgranie wersji polskiej: Shepperton International

Producent polskiej wersji językowej: Magdalena Dziemidowicz, Justyna Musialska, Ryszard Kunce – Disney Character Voices International, Inc.